# Mercedes-Benz 170 (Type 136)
La Mercedes-Benz 170 V, nom de code interne : W136, est une voiture de tourisme qui fit ses débuts avec la 260 D ainsi que la 170 H au Salon de l'automobile de Berlin en février 1936.
C'est le seul modèle du constructeur  Mercedes-Benz dont la production est relancée après la Seconde Guerre mondiale. Il a été remplacé par la Mercedes-Benz W120 (« ponton ») en 1953.

## Historique

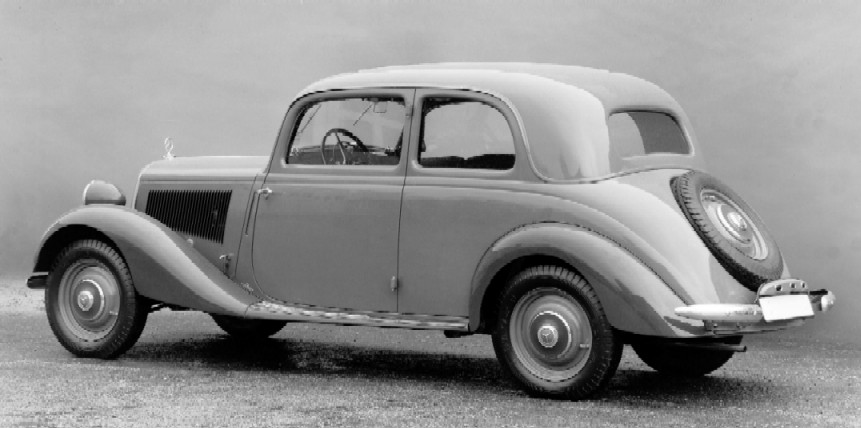
Mercedes-Benz 170 V phase I berline.

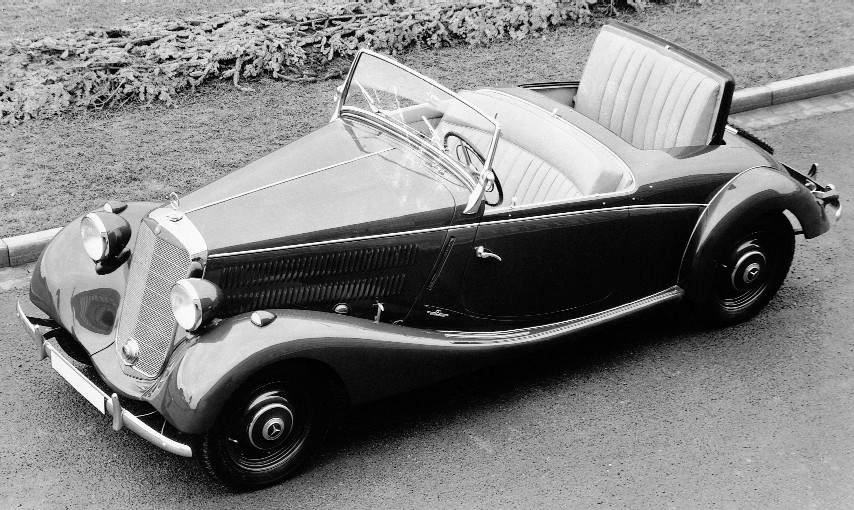
Mercedes-Benz 170 V roadster.

Au début de 1936, la Mercedes-Benz 170 V, équipée d'un moteur à quatre cylindres en ligne de 1 697 cm3, remplace le type 170 (W15) produit depuis 1931. Avec davantage de puissance pour une cylindrée inchangée, ce nouveau modèle était plus moderne et moins cher que son prédécesseur. La désignation « V » vient de l'allemand vorne (avant) par rapport à la voiture Mercedes-Benz 170 H à moteur arrière (« H » pour Heck).
Plus de 70 000 exemplaires ont été produits jusqu'en 1942, ce qui en a fait le modèle le plus vendu de Mercedes-Benz d'avant-guerre. Il était disponible comme berline en version deux ou quatre portes, ainsi que décapotable et également comme roadster biplace avec un siège de coffre (dénommé Schwiegermuttersitz, « siège de belle-mère » en allemand). L'offre comprenait également des camionnettes (Kombi), fourgon ou porteur, et des versions tout-terrain destinées à la police et à l'armée.
Après la Seconde Guerre mondiale, Mercedes-Benz a repris la production en mai 1946. On débuta par la vente de la camionnette, la berline à quatre ports suivit en juillet 1947. En 1949, une version agrandie, la 170 S (W191) est présentée.

## Modèles
- 1936–1942 : 170 V berline / décapotable[1]
- 1946–1950 : 170 V berline
- 1949–1952 : 170 S
- 1950–1952 : 170 Va
- 1952–1953 : 170 Vb
- 1953–1955 : 170 Sv / SD
- 1949–1950 : 170 D
- 1950–1952 : 170 Da
- 1952–1953 : 170 DB
- 1952–1953 : 170 Sb
- 1952–1953 : 170 DS

| Caractéristiques    | 170 V | 170 Va | 170 Vb | 170 D | 170 Da / Db | 170 S | 170 Sb | 170 Sv | 170 DS / SD   |
| ------------------- | ----- | ------ | ------ | ----- | ----------- | ----- | ------ | ------ | ------------- |
| Cylindrée en cm³    | 1 697 |        |        |       |             | 1 767 |        |        |               |
| Puissance en ch     | 38    | 45     |        | 38    | 40          | 53    |        | 45     | 40            |
| BV                  | 4     |        |        |       |             |       |        |        |               |
| Empattement en mm   | 2 845 |        |        |       |             |       |        |        |               |
| Longueur en mm      | 4 285 |        |        |       |             | 4 455 |        |        |               |
| Poids en kg         | 1 160 | 1 185  |        | 1 250 |             | 1 220 | 1 250  | 1 220  | 1 275 / 1 280 |
| Vitesse max en km/h | 108   | 116    |        | 100   | 105         | 122   | 122    | 115    | 105           |

## Galerie

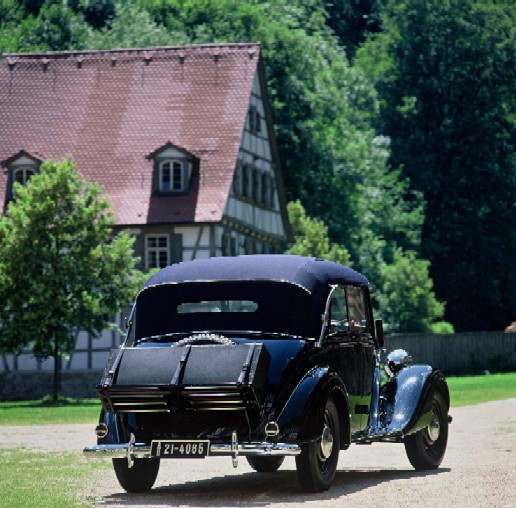
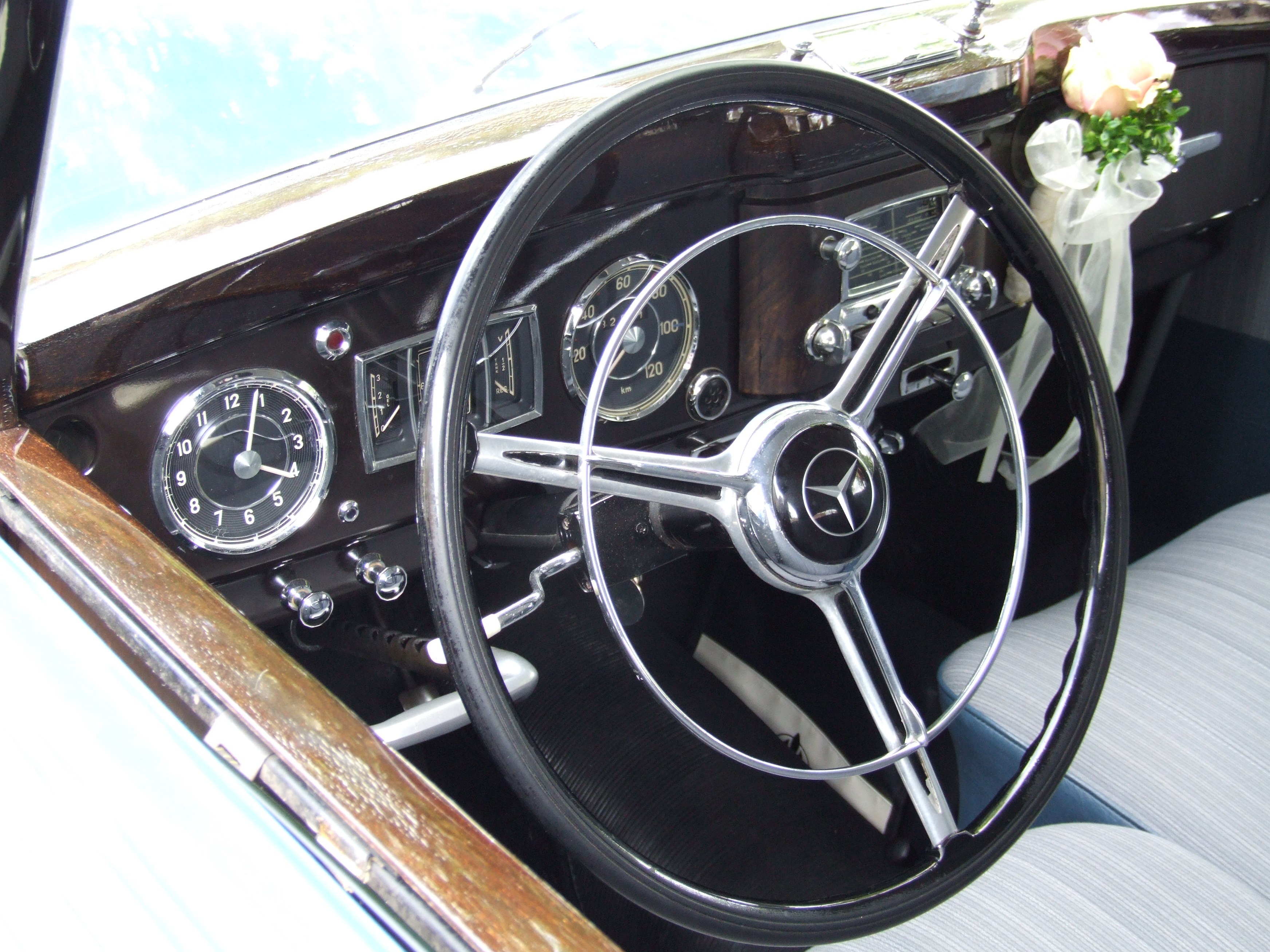
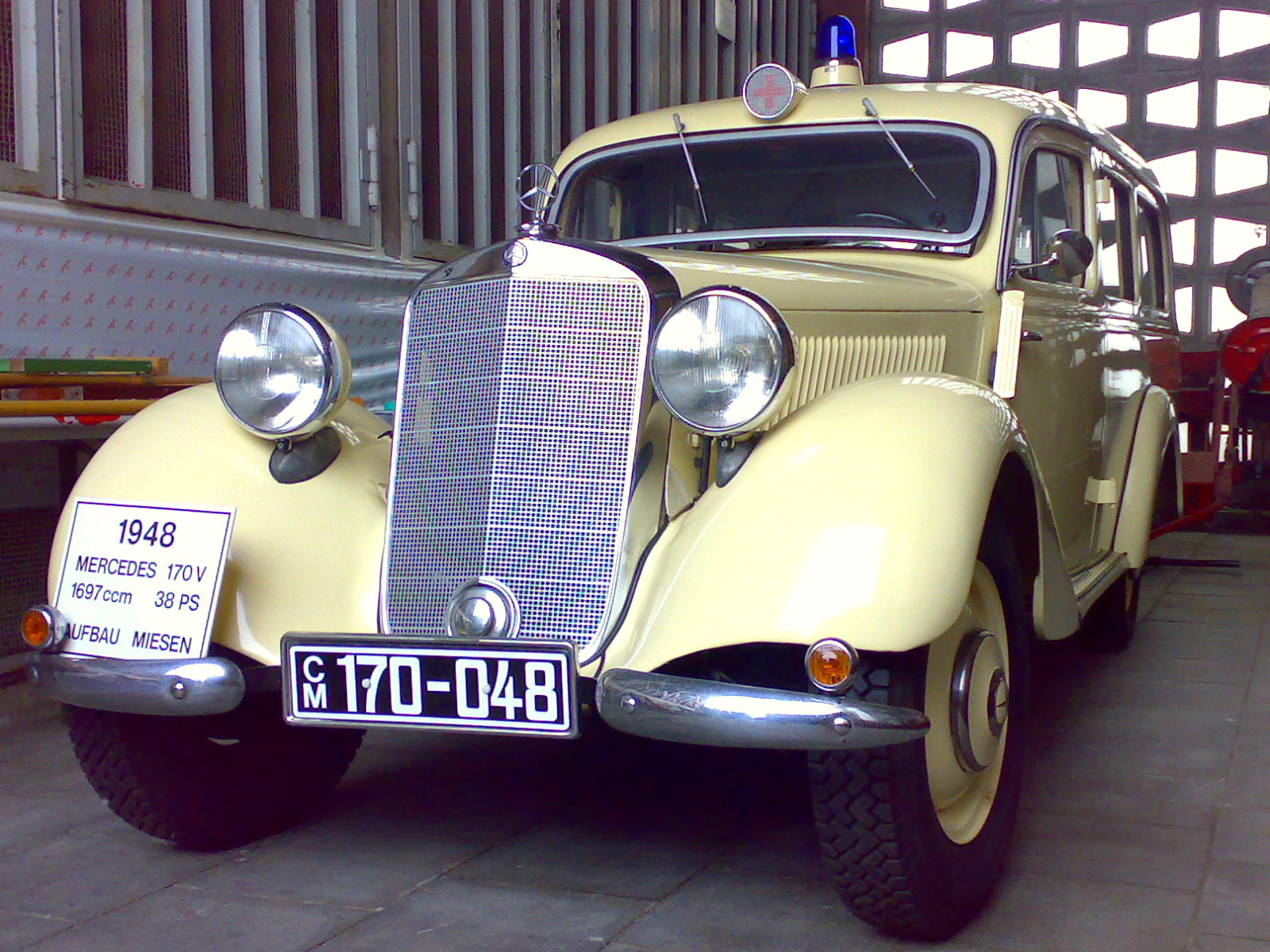
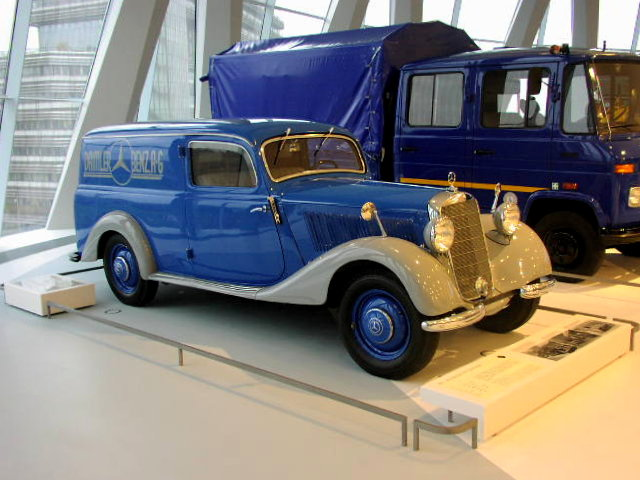
Mercedes Benz 170 V camionnette de 1952.
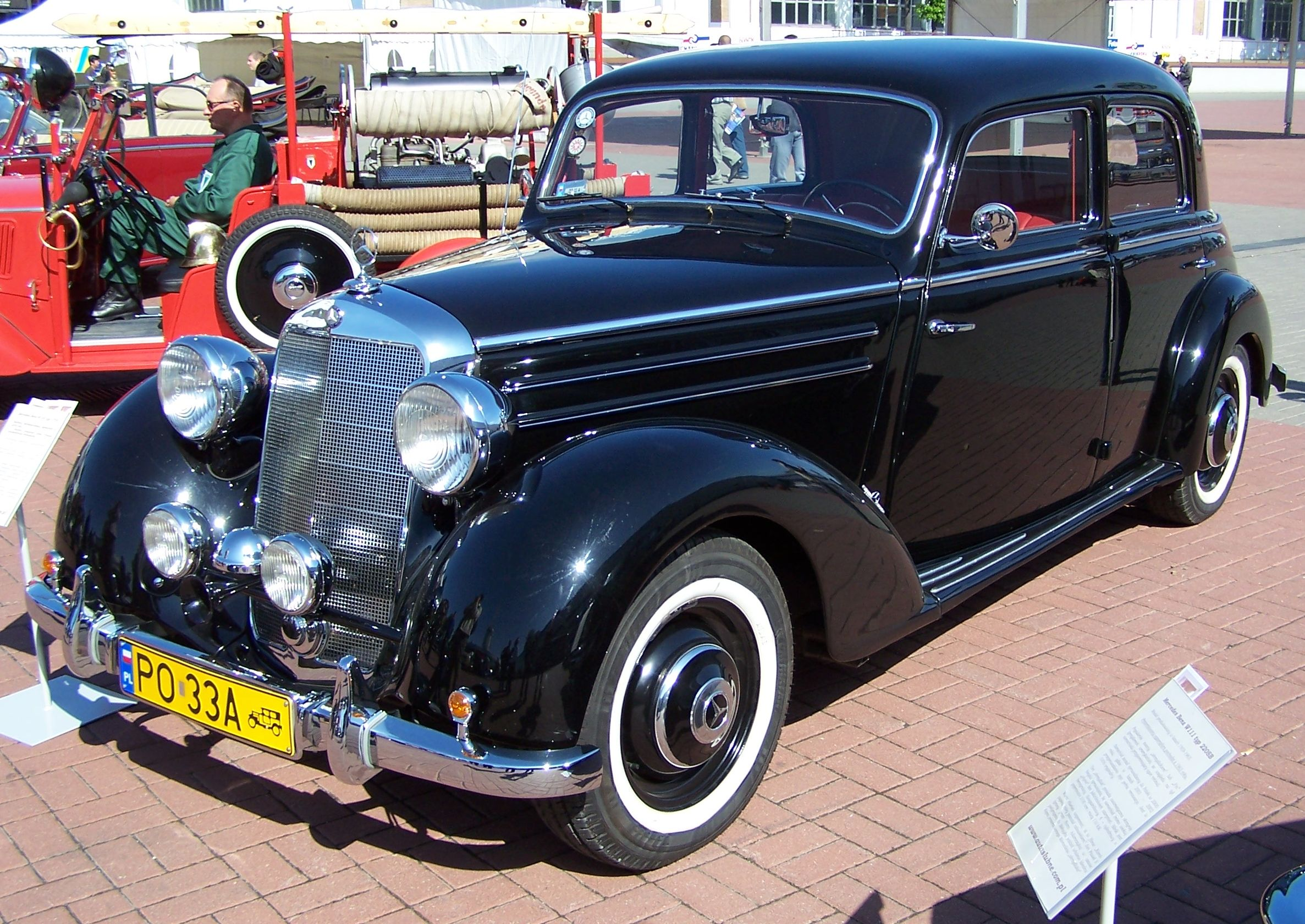
Mercedes Benz 170 S.
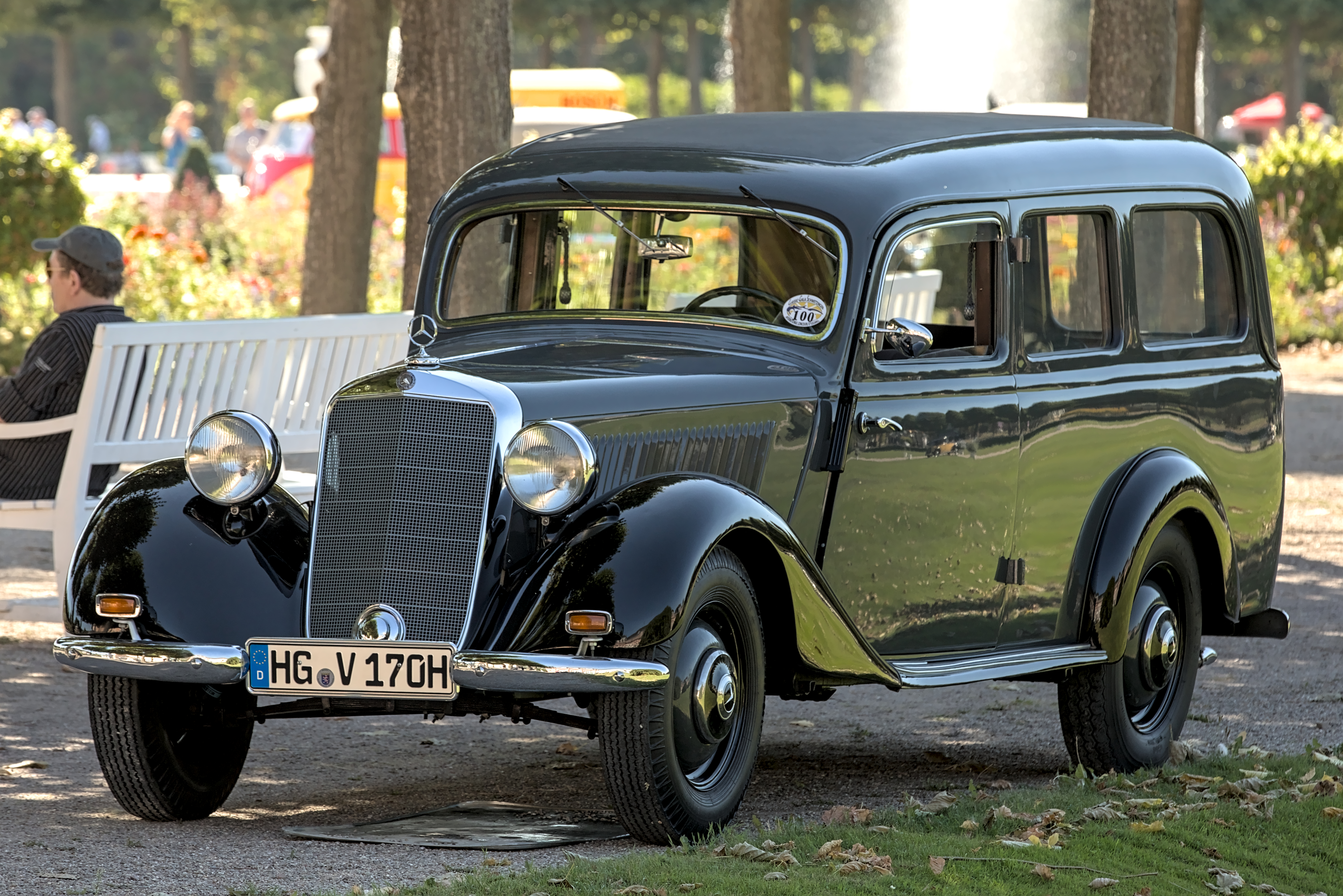
Un « Kombi » Mercedes-Benz 170 V, modèle 1951.

## Production W 136 / W 191
| Année                                           | 1935 | 1936  | 1937  | 1938  | 1939  | 1940  | 1941 | 1942   | 1943 | total         |
| ----------------------------------------------- | ---- | ----- | ----- | ----- | ----- | ----- | ---- | ------ | ---- | ------------- |
| 170 Deux portes (W136)                          | 6    | 3414  | 2943  | 1945  | 1488  | 116   | 0    | 0      | 0    | 9912          |
| 170 Quatre portes (W136)                        | 6    | 5403  | 9957  | 9974  | 9613  | 1818  | 916  | 0      | 0    | 37687         |
| 170 Cabriolet (W136)                            | 0    | 2384  | 3500  | 2723  | 2424  | 565   | 147  | 0      | 0    | 11743         |
| 170 Cabriolet B (W136)                          | 0    | 1182  | 1786  | 1976  | 1888  | 652   | 584  | 0      | 0    | 8068          |
| 170 Cabriolet A (W136)                          | 0    | 76    | 204   | 272   | 198   | 34    | 10   | 0      | 0    | 794           |
| 170 Roadster (W136)                             | 0    | 82    | 70    | 73    | 38    | 8     | 0    | 0      | 0    | 271           |
| 170 Tourenwagen Deux portes jusqu’en 1937(W136) | 0    | 158   | 314   | 220   | 226   | 48    | 27   | 0      | 0    | 993           |
| 170 VS(W136)                                    | 0    | 0     | 0     |       |       | 0     | 0    | 0      | 0    | 30            |
| 170 Châssis(W136)                               |      |       |       |       |       |       |      |        |      | Environ 1600  |
| 170 VG Gazéificateur de bois (W136)             | 0    | 0     | 0     | 0     |       |       |      |        |      | non documenté |
| total (W136)                                    | 12   | 12824 |       |       |       |       |      |        |      | 71973         |
| 170 Fourgon (W136)                              | 0    | 44    | 78    | 100   | 130   | 280   | 200  | 157    | 0    | 989           |
| 170 Kübelwagen (W136)                           | 0    | 125   | 11    | 968   | 1973  | 7738  | 5500 | 2777+x | 0    | 19092+x       |
| total                                           | 12   | 12868 | 18863 | 18251 | 17978 | 11259 | 7384 | 2934   |      | 89549         |

| Année                  | 1941 |  | 1949 | 1950  | 1951  | 1952  | 1953  | 1954 | 1955 | total |                 |
| ---------------------- | ---- |  | ---- | ----- | ----- | ----- | ----- | ---- | ---- | ----- | --------------- |
| 170 S (W136)           | 12   |  | 3370 | 14735 | 10333 | 326   | 0     | 0    | 0    | 28764 | dont 56 châssis |
| 170 S Cabriolet (W136) |      |  | 39   | 1686  | 708   | 0     | 0     | 0    | 0    | 2433  |                 |
| 170 Sb (W191)          |      |  | 0    | 0     | 0     | 4580  | 3514  | 0    | 0    | 8094  |                 |
| 170 DS (W191)          |      |  | 0    | 0     | 0     | 6734  | 6251  | 0    | 0    | 12985 |                 |
| 170 S-V (W136)         |      |  | 0    | 0     | 0     | 0     | 2102  | 880  | 140  | 3122  |                 |
| 170 S-D (W136)         |      |  | 0    | 0     | 0     | 0     | 6494  | 5992 | 2401 | 14887 |                 |
| total                  |      |  | 3409 | 16421 | 11041 | 11640 | 18361 | 6872 | 2541 | 70285 |                 |